# Comarca de Santiago
La Comarca de Santiago és una comarca de Galícia situada a la província de la Corunya. Limita amb la comarca de Bergantiños al nord, amb les comarques d'Ordes i Arzúa a l'est, amb les de Xallas, Noia, A Barcala i O Sar a l'oest, i amb Tabeirós-Terra de Montes al sud. En formen part els municipis de:
- Ames
- Boqueixón
- Brión
- Santiago de Compostel·la
- Teo
- Val do Dubra
- Vedra